# سن-لوران-سور-سون
سَن-لوران-سور-سون (به فرانسوی: Saint-Laurent-sur-Saône تلفظ فرانسوی: [sɛ̃ loʁɑ̃ syʁ son]) یک کمون در فرانسه است که در canton of Bâgé-le-Châtel واقع شده‌است.

## خصوصیات
سن-لوران-سور-سون ۰٫۵۳ کیلومترمربع مساحت و ۱٬۷۳۶ نفر جمعیت دارد.